# Carrión de los Condes

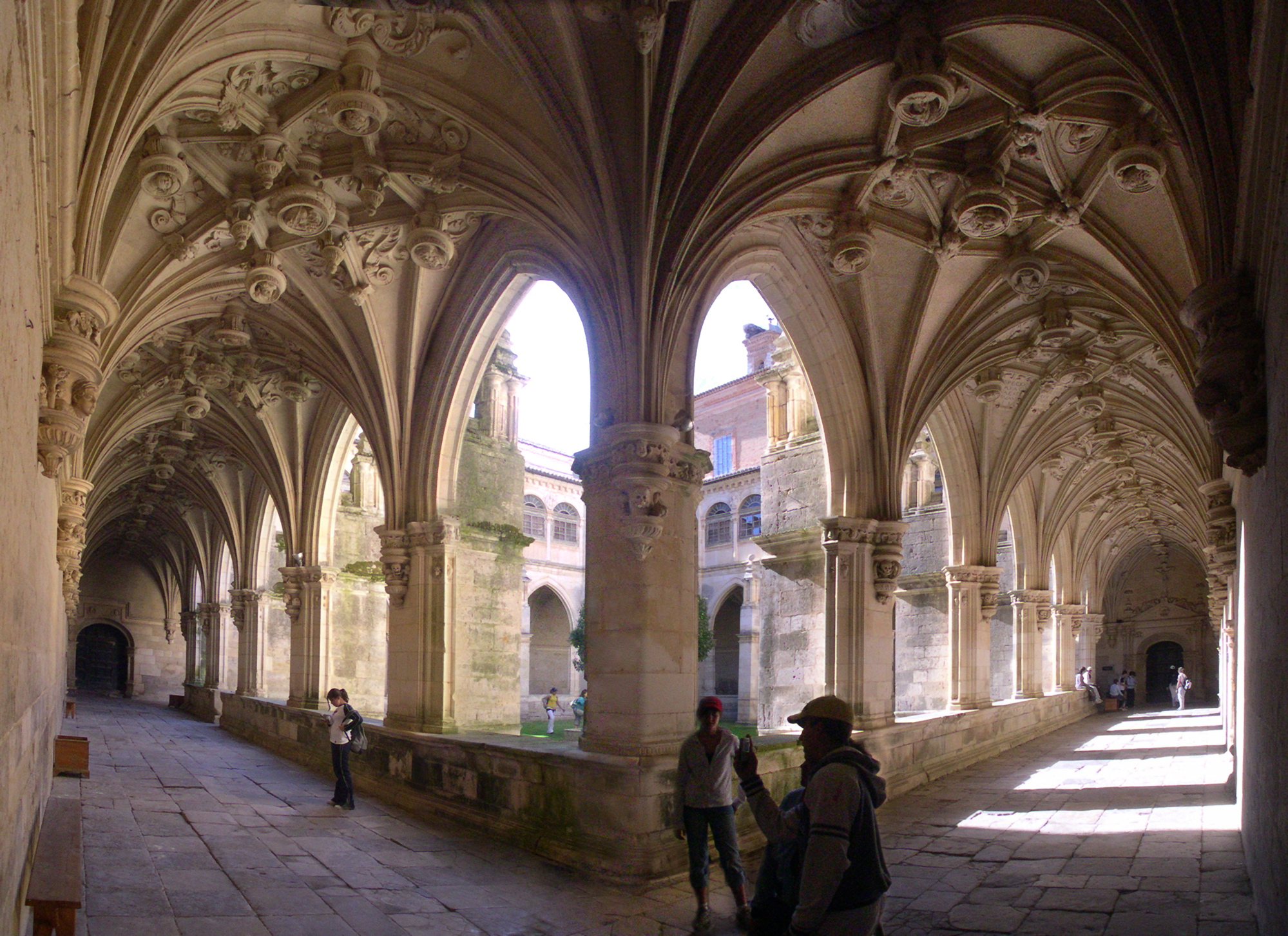
Kreuzgang des Klosters San Zoilo

Carrión de los Condes ist eine Kleinstadt und eine aus dem Hauptort und dem Weiler (pedanía) Torre de los Molinos bestehende Gemeinde (municipio) mit 2.000 Einwohnern (Stand: 2024) am Jakobsweg in der nordspanischen Provinz Palencia in der Autonomen Gemeinschaft Kastilien-León.

## Lage
Carrión de los Condes liegt auf dem Ostufer des Río Carrión in einer Höhe von ca. 830 m. Die Entfernung zur südlich gelegenen Provinzhauptstadt Palencia beträgt ca. 40 km (Fahrtstrecke); die Städte Burgos und León befinden sich etwa 80 km östlich bzw. etwa 100 km nordwestlich. Das Klima im Winter ist rau, im Sommer dagegen trocken und warm; Regen (ca. 530 mm/Jahr) fällt überwiegend im Winterhalbjahr.

## Bevölkerungsentwicklung
| Jahr      | 1857  | 1900  | 1950  | 2000  | 2017  |
| Einwohner | 3.497 | 3.318 | 3.516 | 2.425 | 2.118 |

Wegen der Mechanisierung der Landwirtschaft und der Aufgabe bäuerlicher Kleinbetriebe wanderten viele Arbeitskräfte in der zweiten Hälfte des 20. Jahrhunderts in die größeren Städte ab (Landflucht); dadurch entstand ein Kaufkraftschwund, der auch in der Kleinstadt einen Bevölkerungsrückgang auslöste.

## Wirtschaft
Das Umland von Carrión de los Condes ist in hohem Maße landwirtschaftlich geprägt, wobei die Viehzucht traditionell eine weniger wichtige Rolle spielte; der Ort bot die notwendigen regionalen Dienstleistungen in den Bereichen Handwerk und Handel. Der Tourismus am Jakobsweg ist von erheblicher Bedeutung für das Wirtschaftsleben der Kleinstadt.

## Geschichte
Die Ursprünge der Ortschaft reichen nach archäologischen Funden bis in die vorrömische Zeit zurück. Der Beiname des Ortes (de los Condes = der Grafen) bezieht sich auf das Geschlecht der Grafen Beni-Gómez. Gómez Díaz und seine Ehefrau Teresa errichteten im Jahre 1077 im Kloster San Zoilo eine Benediktinerabtei und ließen eine Brücke und eine Pilgerherberge bauen.
Literarische Berühmtheit erlangten die Grafen Diego und Fernando Gómez, die "Condes de Carrión", deren Grabmäler im Kloster zu sehen sind. Der Legende nach, die im Heldenepos Cantar de Mio Cid erzählt wird, sollen die als feige und hinterhältig charakterisierten Grafen gegen den Willen des berühmten kastilischen Ritters El Cid dessen Töchter Elvira und Sol (beides fiktive Namen) geheiratet und ihre Frauen danach misshandelt und verlassen haben. Der Cid tötete beide Schwiegersöhne im Gerichtskampf und verheiratete seine Töchter mit den Königen von Aragonien und Navarra.
Für einen wahren Kern dieser Sage gibt es indes keinerlei historische Belege; die beiden erwähnten Brüder waren jedenfalls nie mit den Töchtern des Cid verheiratet. Vielmehr dürfte es in der Absicht der Verfasser gelegen haben, den Cid als idealtypischen Ritter darzustellen, dessen Tugenden vor dem Hintergrund solch dunkler Gestalten noch heller und reiner erstrahlen. Die Historiker nehmen ferner an, dass der Verfasser des Epos eine zu seiner eigenen Zeit bestehende Fehde mit den Nachkommen der Grafen von Carrión in die Vergangenheit projiziert hat. In der Geschichte des Streites von El Cid mit seinen Schwiegersöhnen spielt auch das seit 2007 in Burgos (zuvor in Madrid) verwahrte Schwert Tizona eine Rolle (weitere Einzelheiten siehe dort).
Im Hochmittelalter war Carrión de los Condes eine wohlhabende Stadt, in der Reichstage und Synoden abgehalten wurden. Der Pilgerführer Liber Sancti Jacobi rühmt es als „reich an Brot und Wein“. Das Portal der romanischen Jakobskirche zeigt 22 Handwerker, die durch die zahlreichen Pilger reichlich Arbeit fanden. Die andere romanische Kirche des Ortes, Santa María del Camino, zeigt das „Stierwunder“, bei dem 100 junge Mädchen, die als Tribut an die Mauren ausgeliefert werden sollten, von zwei Stieren gerettet wurden. (Hintergrund sind die maurischen Tributforderungen an Andersgläubige, auf denen der maurische Haushalt zu großen Teilen basierte. In der Propaganda der Reconquista wurde dann geschickt die Doppelbedeutung des Wortes Doncella = „Jungfrau“ oder Name eines „Goldstücks“ genutzt.)
Im Jahr 1474 ließ Enrique IV., Graf von Benavente, Carrión de los Condes zur Festung ausbauen. Deren hoch über den Río Carrión aufragende Mauern prägen bis heute das Erscheinungsbild der Stadt.

## Sehenswürdigkeiten
- Hospital de la Herrada
- Iglesia de Santa María del Camino
- Monasterio de Santa Clara
- Monasterio de San Zoilo
- Iglesia de Nuestra Señora de Belén

## Persönlichkeiten
Carrión de los Condes ist der Geburtsort von:
- Sem Tob ben Ishaq ibn Ardutiel (um 1290–um 1369), jüdisch-spanischer Dichter
- Iñigo López de Mendoza, Marqués de Santillana (1398–1458), Humanist, Dichter und Staatsmann
- Luis de Velasco (1511–1564), Vizekönig von Neu-Spanien
- Luis de Velasco y Castilla (1539–1617), Vizekönig von Neu-Spanien und Peru
- Miguel de Benavides (1552–um 1605), Dominikaner, Erzbischof von Manila